# Gammelgården
Gammelgården is een dorp binnen de Zweedse gemeente Kalix. Gammelgården betekent oude akkers en bestaat al meer dan 500 jaar als dorp langs de Kalixälven. In een brief van perkament gedateerd 24 september 1505 wordt het dorp als Gamle Gård aangeduid; uit 1512 vond men stukken waarop Gamble Gaard voorkwam. In 1539 wonen er 6 mensen en het dorp groeit langzaam tot in 1871 er 14 gebouwen staan.
Gammelgården heeft gediend tot of is de eerste plaats binnen de gemeente waar glasvezelkabels werden/worden neergelegd voor snellere communicatiemogelijkheden. Dat is nodig aangezien grote buur Kalix zich ontwikkeld heeft tot centrum van informatica.
Er zijn ongeveer 60 geografische aanduidingen met de naam Gammelgården in Zweden.

## Bron
- Site van dorpen binnen gemeente Kalix

Bestuurscentrum: Kalix (tätort)
Tätort: Båtskärsnäs · Bredviken · Gammelgården · Karlsborg · Morjärv · Nyborg · Påläng · Risögrund · Rolfs · Sangis · Töre
Småort: Åkroken · Björkfors · Börjelsbyn · Granholmen · Innanbäcken · Innanlandet · Kälsjärv · Lappbäcken · Målson · Månsbyn · Ryssbält · Siknäs · Storön · Stråkanäs · Sören · Vallen · Vånafjärden
Overig: Björkvattnet · Bjumisträsk · Bondersbyn · Brattlandet · Empoberget · Forsbyn · Granån · Grubbnäsudden · Grytnäs · Hällfors · Holmträsk · Hömyrfors · Kamlunge · Klinten · Korpikå · Långfors · Lantjärv · Marieberg · Moån · Östanfjärden · Östra Flakaträsk · Östra Granträsk · Övermorjärv · Räktjärv · Rian · Småkvarn · Sockenträsk · Stora Lappträsk · Storsien · Tjäruträsk · Törböle · Törefors · Västannäs · Västra Flakaträsk · Vitvattnet ·